# Mandi Bahauddin
Mandi Bahauddin (pendżabski/urdu: منڈی بهاؤالدین) – miasto w Pakistanie, w prowincji Pendżab. W 2017 roku liczyło 198 609 mieszkańców.